# Acid aminocaproic
Acidul aminocaproic sau ε-aminocaproic este un medicament antihemoragic, fiind utilizat pentru prevenirea și tratamentul hemoragiilor determinate de fibrinoliza sistemică sau locală. Calea de administrare disponibilă este cea orală. Este un analog de lizină, acționând ca antifibrinolitic prin legarea reversibilă de situsurile pentru lizină din plasminogen. 